# Igor Leonidowitsch Trandenkow
Igor Leonidowitsch Trandenkow (russisch Игорь Леонидович Транденков, engl. Transkription Igor Trandenkov; * 17. August 1966 in Leningrad) ist ein ehemaliger russischer Stabhochspringer.
Der erste große internationale Erfolg seiner Karriere war der Gewinn der Silbermedaille bei den Olympischen Spielen 1992 in Barcelona. Dort übersprang er eine Höhe von 5,80 m und musste sich seinem höhengleichen Mannschaftskollegen Maxim Tarassow nur aufgrund der größeren Anzahl von Fehlversuchen geschlagen geben.
Weitere Medaillen folgten mit dritten Plätzen bei den Leichtathletik-Weltmeisterschaften 1993 in Stuttgart und bei den Leichtathletik-Halleneuropameisterschaften 1994 in Paris sowie mit dem zweiten Platz bei den Leichtathletik-Europameisterschaften 1994 in Helsinki.
Bei den Olympischen Spielen 1996 in Atlanta gewann er schließlich seine zweite olympische Silbermedaille. Mit einer Höhe von 5,92 m übertraf er Serhij Bubkas olympischen Rekord um zwei Zentimeter. Auch der Sieger Jean Galfione aus Frankreich und der drittplatzierte Deutsche Andrei Tivontchik übersprangen 5,92 m, so dass die Anzahl der Fehlversuche über die Rangfolge entschied.
Außerdem wurde Trandenkow dreimal russischer Meister im Stabhochsprung (1994–1996). Seinen dritten Meistertitel gewann er in persönlicher Bestleistung von 6,01 m. Damit war er zu diesem Zeitpunkt erst der vierte Stabhochspringer in der Geschichte, der eine Höhe von mindestens sechs Metern übersprungen hatte.
Igor Trandenkow hatte bei einer Körpergröße von 1,91 m ein Wettkampfgewicht von 80 kg. Er ist mit der ehemaligen Sprinterin Marina Trandenkowa verheiratet.

## Bestleistungen
- Stabhochsprung: 6,01 m, 4. Juli 1996, Sankt Petersburg
  - Halle: 5,90 m, 7. Februar 1993, Grenoble